# Museus de Mequinensa
Els Museus de Mequinenza són tres espais museístics que es troben a Mequinensa (Saragossa). Estan conformats pel Museu de la Mina, el Museu de la Història de Mequinensa i el Museu del Passat Prehistòric amb l'objectiu de difondre el patrimoni miner i històric de la localitat, i especialment del Poble Vell de Mequinensa, desaparegut i derrocat sota el riu Ebre després de la construcció de l'embassament de Riba-roja. La seva ubicació es troba en el Grup Escolar María Quintana construït en 1927, que anteriorment havia albergat les escoles de l'antiga població.

## Àmbits dels museus
- Museu de la Mina: ofereix un recorregut per una galeria minera real excavada en la qual es pot conèixer el treball dels miners a la conca carbonífera de Mequinensa durant els últims 150 anys. Compta amb una gran i variada col·lecció de maquinària real procedent de diverses explotacions mineres de la zona.
- Museu de la Història de Mequinensa: presenta un viatge a través de la història de la localitat i la seva vinculació amb els seus tres rius (l'Ebre, el Segre i el Cinca), així com la importància estratègica de la localitat i el seu castell. Compta amb una part dedicada a l'abandó i trasllat del Poble Vell a la nova Mequinensa després de la construcció de l'embassament de Riba-roja, i un espai dedicat al patrimoni literari, fotogràfic i pictòric de l'escriptor mequinensà Jesús Montcada.
- Museu del Passat Prehistòric: un espai-taller que compta amb múltiples recreacions de jaciments arqueològics descoberts a Mequinensa, així com diferents exemples d'Art Rupestre de l'Arc Mediterrani de la Península Ibèrica trobats en el terme municipal.

## Construcció
L'edifici fou construït mitjançant l'impuls de diverses personalitats com la mestra María Quintana, nascuda aMequinensa i que va arribar a ser inspectora de Primer Ensenyament a Madrid, el mestre Màxim Cajal, i el periodista Mariano de Cavia, i es va sufragar parcialment mitjançant una subscripció popular dels habitants de la localitat.
El projecte va ser redactat per Jorge Gallegos en a l'octubre de 1923, encara que certes fonts bibliogràfiques atribueixen aquest projecte directament a l'arquitecte cap de la Unitat Tècnica Antonio Flórez. De fet van ser tots dos els qui van acudir el dia de la inauguració de l'edifici per entregar-lo a l'Ajuntament de Mequinensa.
La direcció de les obres va anar a càrrec de l'arquitecte escolar provincial Regino Borobio, éssent inaugurat amb grans celebracions el 4 d'abril de 1927 i posat en marxa definitivament a l'octubre de 1928. El grup escolar va rebre el nom de María Quintana a qui es va dedicar un bust en bronze realitzat per José Bueno.
És pràcticament l'únic edifici del poble antic de Mequinensa que va sobreviure a l'enderrocament de la població a conseqüència de la construcció de l'embassament de Riba-roja.

## Arquitectura
L'edifici que alberga el Museu de la Història de Mequinensa té planta en forma d'E amb un cos central allargat que es perllonga en la façana davantera per dos avanços laterals i un altre central que sobresurt. Originalment tenia dues entrades en els flancs, separant la zona escolar dels nens a la planta baixa i la de les nenes a la primera planta. En la part posterior, es va construir un altre petit edifici que va acollir la cantina escolar i el parvulari.
L'edifici és de carreus, amb coberta a quatre aigües de teula àrab i ràfec de fusta ressaltat a l'estil dels palaus renaixentistes aragonesos. Els seus finestrals són ortogonals a excepció de diversos en el pis superior que estan rematats amb un arc rebaixat. Pel seu aspecte exterior, entra en contacte amb els corrents regionalistes de l'arquitectura del primer terç del segle xx.

## Premis i reconeixements
Els Museus de Mequinensa van rebre el Premi Josep Galán a la normalització lingüística i cultural del Baix Cinca el 2017 atorgat per l'Institut d'Estudis del Baix Cinca (IEBC) per "unes magnífiques instal·lacions que mantenen viva la memòria de Mequinensa i, per tant, del Baix Cinca". La gala de lliurament del premi va tenir lloc a l'Espai Moncada de propi Museu de la Història de Mequinensa.
Formen part des 2017 de la Xarxa Ibèrica d'Espais Geominers, de l'associació de patrimoni literari Espais Escrits i des 2020 de la Xarxa Mundial de Museus de l'Aigua de la UNESCO.